# Astragalus ernestii
Astragalus ernestii là một loài thực vật có hoa trong họ Đậu. Loài này được H.F.Comber miêu tả khoa học đầu tiên.